# 世に万葉の花が咲くなり
『世に万葉の花が咲くなり』（よにまんようのはながさくなり）は、サザンオールスターズの11作目のオリジナル・アルバム。1992年9月26日にCDとカセットテープで発売。発売元はタイシタレーベル。
1998年5月22日、2008年12月3日にはCDとして再発売されている。2014年12月17日からはダウンロード配信、2019年12月20日からはストリーミング配信が開始されている。

## 背景・制作
前作の『稲村ジェーン』から2年ぶりとなるアルバム作品である。
収録時間は73分であり、CD1枚に収められた。収録曲は16曲となり、2枚組の『KAMAKURA』を除き、オリジナルアルバムとしては当時自身最多の曲数であった。
1988年の「みんなのうた」を皮切りにシングル作品を中心にアレンジャーとして参加していた小林武史が本格的に参加し、編曲にもほぼ全般で加わっている。
本作の制作時期からレコーディングスタジオにコンピュータが導入され、今まで実現できなかった作業などができるようになった。また同時期に、桑田佳祐が普段使用している個人レコーディングスタジオ「猫に小判スタジオ」が作られている。
タイトルや歌詞には古から伝わる日本語や日本文化への敬意が込められている。このアルバムの制作の過程で桑田は『万葉集』を読み返しており、日本語独特の情緒や情報量の多さに興味を覚えながら「この言葉を我々はなくしていいのだろうか」といった懸念を感じていたという。また、タイトルに関して「日本文化のルーツを遡り、さらにはその想いを、大陸まで馳せた結果なのかも知れない」といった推測もされている。
なお関口和之は病気療養中のためレコーディングに参加しておらず、ベースは美久月千晴や根岸孝旨などの演奏やシンセベースの打ち込みなどで対応している。

## リリース
歌詞カードには、雑誌の切抜きを散りばめたようになっているが、これは実際に桑田が新聞や雑誌等の文字を切り抜き製作したものである。また、歌詞カードには漢文が記載されており、これは本作発売前に北京でライブを開催したことに対して、中国に敬意を払ったと推測されている。また、北京公演にあたりサザンオールスターズ応援団（ファンクラブ）会員に送られた招待状には「日中の歴史の交流は数あれど、わらわの世代は音楽で、未来に微笑む顔と顔。北京ダックをご一緒に、世に万葉の花が咲くなり。平成の詩人」とこのアルバムのタイトルを交えたメッセージがしたためてあった。
1998年の再発時の初回プレスでは、LPジャケットを模した紙ジャケットで発売され、それに加え小林武史によるライナーノーツが封入されている。
再発売
- 1998年5月22日（CD）VICL-60222
- 2008年12月3日（CD）VICL-63312 リマスタリング
- 2024年12月11日（ダウンロード・ストリーミング）リマスタリング

## ツアー
アルバムリリース直後に行われた全国ツアー『歌う日本シリーズ1992〜1993』の際に会場で販売されたパンフレットには、16曲をイメージした、16人のイラストレーターによる16枚のイラストと共に、桑田による曲の解説も記載された。

## 批評
プロデューサーの小林武史が本作の紙ジャケット発売時（1998年盤）にライナーノーツを掲載しており、「非常にクオリティの高いアルバム」と評価しつつ、その中で特に未だ新鮮さを失わない曲に「HAIR」「ブリブリボーダーライン」「亀が泳ぐ街」の3曲を挙げている。
亀田誠治はこの頃からの桑田の作風を仏教用語や熟語などのフレーズが登場するようになったと指摘し、「“純和風“になっていった」と評している。

## 受賞歴
| 年     | 音楽賞                 | 結果                                   | 出典   |
| ------ | ---------------------- | -------------------------------------- | ------ |
| 1992年 | 第34回日本レコード大賞 | アルバム大賞（ポップス・ロック部門）   | [ 19 ] |
| 1992年 | 第34回日本レコード大賞 | 優秀アルバム賞（ポップス・ロック部門） | [ 19 ] |

## チャート成績
本作は1992年10月5日から10月26日付けまでのオリコン週間ランキングにて4週連続1位を獲得し、売上枚数は同年11月23日付けで161.0万枚となった。最終的な売上枚数は179.4万枚（オリコン調べ）を記録し、オリジナル・アルバムとしては3作連続ミリオンセラーを記録した。日本レコード協会からはダブルミリオンに認定されている。

## 収録曲
全作曲：桑田佳祐。既発曲の解説は各収録作品を参照のこと。
| #         | タイトル                                                 | 作詞                                      | 作曲・編曲 | 編曲                                             | 時間 |
| --------- | -------------------------------------------------------- | ----------------------------------------- | ---------- | ------------------------------------------------ | ---- |
| 1.        | 「BOON BOON BOON 〜 OUR LOVE [MEDLEY]」                  | 桑田佳祐 トミー・スナイダー（英語補作詞） |            | 小林武史 サザンオールスターズ                    | 4:02 |
| 2.        | 「GUITAR MAN'S RAG (君に奏でるギター)」                  | 桑田佳祐 トミー・スナイダー（英語補作詞） |            | 小林武史 サザンオールスターズ                    | 4:55 |
| 3.        | 「せつない胸に風が吹いてた」                             | 桑田佳祐                                  |            | 小林武史 サザンオールスターズ                    | 4:24 |
| 4.        | 「シュラバ★ラ★バンバ SHULABA-LA-BAMBA」                  | 桑田佳祐 トミー・スナイダー（英語補作詞） |            | 小林武史 サザンオールスターズ                    | 5:03 |
| 5.        | 「慕情」                                                 | 桑田佳祐                                  |            | 小林武史 サザンオールスターズ 桑野聖（弦編曲）   | 3:41 |
| 6.        | 「ニッポンのヒール」                                     | 桑田佳祐                                  |            | 小林武史 サザンオールスターズ                    | 3:51 |
| 7.        | 「ポカンポカンと雨が降る (レイニー ナイト イン ブルー)」 | 桑田佳祐                                  |            | 小林武史 サザンオールスターズ                    | 3:46 |
| 8.        | 「HAIR」                                                 | 桑田佳祐                                  |            | 小林武史 サザンオールスターズ                    | 4:54 |
| 9.        | 「君だけに夢をもう一度」                                 | 桑田佳祐                                  |            | 小林武史 サザンオールスターズ                    | 4:57 |
| 10.       | 「DING DONG (僕だけのアイドル)」                         | 桑田佳祐                                  |            | 小林武史 サザンオールスターズ                    | 4:03 |
| 11.       | 「涙のキッス」                                           | 桑田佳祐                                  |            | 小林武史 サザンオールスターズ                    | 4:45 |
| 12.       | 「ブリブリボーダーライン」                               | 桑田佳祐 トミー・スナイダー（英語補作詞） |            | 小林武史 サザンオールスターズ 村田陽一（管編曲） | 4:00 |
| 13.       | 「亀が泳ぐ街」                                           | 桑田佳祐                                  |            | 小林武史 サザンオールスターズ 山本拓夫（管編曲） | 7:04 |
| 14.       | 「ホリデイ ～スリラー「魔の休日」より」                  | 桑田佳祐                                  |            | 小林武史 サザンオールスターズ                    | 4:00 |
| 15.       | 「IF I EVER HEAR YOU KNOCKING ON MY DOOR」               | トミー・スナイダー                        |            | 小林武史 桑田佳祐                                | 4:40 |
| 16.       | 「CHRISTMAS TIME FOREVER」                               | 桑田佳祐 トミー・スナイダー（英語補作詞） |            | 小林武史 サザンオールスターズ                    | 4:19 |
| 合計時間: | 合計時間:                                                | 合計時間:                                 | 合計時間:  | 72:24                                            |      |

1. BOON BOON BOON 〜 OUR LOVE [MEDLEY]
メドレー楽曲。
2. GUITAR MAN'S RAG (君に奏でるギター)
エリック・クラプトンへ捧げた内容の楽曲[1]。
3. せつない胸に風が吹いてた
TBS系特別番組『39時間テレビ』テーマソング。
青山学院大学在学時に桑田らが所属していた音楽サークル「Better Days」の仲間たちが「音楽では生活できないよ」と就職活動などでバンドから次々と離れていった時に感じた寂しさが綴られており[22]、アップテンポな楽曲である。
バラードベストアルバム『バラッド3 〜the album of LOVE〜』にも収録されている。
4. シュラバ★ラ★バンバ SHULABA-LA-BAMBA
30枚目シングル。
5. 慕情
ユニクロ「Life Wear/防寒コレクション 冬が軽くなる篇」CMソング[注釈 1]。
スローテンポのバラード曲[15]。桑田はこの楽曲のメロディが浮かんだ際に「部屋で震え上がった」と述べ、「神様がいるなら出てらっしゃい」と思ったことを公言している[15]。先述の通り当アルバムは日本語や日本文化への敬意が込められており、とりわけ本楽曲の歌詞はそのコンセプトの影響を強く受けたとされる[24]。
アルバム『バラッド3 〜the album of LOVE〜』にも収録されている。
6. ニッポンのヒール
歌唱法、歌詞ともにボブ・ディランを強く意識した楽曲[1]。
7. ポカンポカンと雨が降る (レイニー ナイト イン ブルー)
原由子ボーカル曲。
研ナオコがアルバム『Ago あの頃へラブレター』でカバーしている[25]。
8. HAIR
3連リズムのバラード曲。イントロ無しのアコースティックギターの伴奏のみで始まるが、中盤からはストリングスやブラスなどが加わっていく。
アルバム『バラッド3 〜the album of LOVE〜』にも収録された。
9. 君だけに夢をもう一度
シングル「シュラバ★ラ★バンバ」のカップリング曲。
10. DING DONG (僕だけのアイドル)
アイドルを題材とした楽曲[1]。
11. 涙のキッス
31枚目シングル。
12. ブリブリボーダーライン
ライブなどで披露される際は、「みんなのうた」と同様に観客が腕をワイパーのように振っている[注釈 2]。
13. 亀が泳ぐ街
桑田は、「ライブでこの曲が始まると客が一斉にトイレに行き始めた。」と回想している[26]。
14. ホリデイ ～スリラー「魔の休日」より
シングル「涙のキッス」のカップリング曲。
15. IF I EVER HEAR YOU KNOCKING ON MY DOOR
ユニクロ 2024スウェット「Life Wear/ピープル篇」CMソング[注釈 3]。
全英語詞の楽曲。ア・カペラ曲で、桑田の声を重ねた多重録音で編集されている。基本的にア・カペラ曲であるが、楽曲の後部にはコンガの演奏、最後の部分で鐘の音の効果音が入って次曲に繋いでいる。
16. CHRISTMAS TIME FOREVER
丸井「'92 ○|のクリスマス;」キャンペーンソング。
クリスマスを題材とした楽曲[1]。
1993年にはシングルとして「クリスマス・ラブ (涙のあとには白い雪が降る)」も発売している[28]。

## 参加ミュージシャン
- 桑田佳祐 - ボーカル、ギター
- 大森隆志 - リードギター
- 原由子 - キーボード、ボーカル、コーラス
- 関口和之 - ベース
- 松田弘 - ドラムス
- 野沢秀行 - パーカッション
- 小林武史 - キーボード、リズムプログラミング、シンセベース、サンプリング インストゥルメント、ギター

| BOON BOON BOON 〜 OUR LOVE [MEDLEY] - 長田進 - ギター - 山本拓夫 - バリトン & テノール・サクソフォーン、フルート - 荒木敏男 - トランペット - 村田陽一 - トロンボーン、ユーフォニアム - 角谷仁宣 - コンピュータ & シンセサイザー・オペレーション GUITAR MAN'S RAG (君に奏でるギター) - 佐橋佳幸 - ギター - 角谷仁宣 - コンピュータ & シンセサイザー・オペレーション せつない胸に風が吹いてた - 佐橋佳幸 - ギター - 角谷仁宣 - コンピュータ & シンセサイザー・オペレーション シュラバ★ラ★バンバ SHULABA-LA-BAMBA - 角谷仁宣 - コンピュータ・オペレーション 慕情 - 桑野聖 - ヴァイオリン - 角谷仁宣 - コンピュータ & シンセサイザー・オペレーション ニッポンのヒール - 小倉博和 - ギター - 八木のぶお - ハーモニカ - 角谷仁宣 - コンピュータ & シンセサイザー・オペレーション ポカンポカンと雨が降る (レイニー ナイト イン ブルー) - 小倉博和 - ギター - 角谷仁宣 - コンピュータ & シンセサイザー・オペレーション HAIR - 根岸孝旨 - ベース - 山本拓夫 - バリトン & テノール・サクソフォーン、フルート - 荒木敏男 - トランペット - 村田陽一 - トロンボーン、ユーフォニアム - 桑野聖 - ヴァイオリン - 庭田薫 - ヴァイオリン - 大久保祐子 - ヴァイオリン - 角谷仁宣 - コンピュータ & シンセサイザー・オペレーション | 君だけに夢をもう一度 - 包国充 - テノール・サクソフォーン - 角谷仁宣 - コンピュータ・オペレーション DING DONG (僕だけのアイドル) - 佐橋佳幸 - ギター - 包国充 - テノール・サクソフォーン - 角谷仁宣 - コンピュータ & シンセサイザー・オペレーション 涙のキッス - 小倉博和 - エレクトリックギター - 美久月千晴 - ベース - 角谷仁宣 - コンピュータ・オペレーション ブリブリボーダーライン - 山本拓夫 - バリトン & テノール・サクソフォーン、フルート - エリック宮城 - トランペット - 菅坡雅彦 - トランペット - 村田陽一 - ユーフォニアム - 竹野昌邦 - テノール・サクソフォーン - 佐藤潔 - チューバ - 角谷仁宣 - コンピュータ & シンセサイザー・オペレーション 亀が泳ぐ街 - 山本拓夫 - バリトン & テノール・サクソフォーン、フルート - 荒木敏男 - トランペット - 村田陽一 - ユーフォニアム - 角谷仁宣 - コンピュータ & シンセサイザー・オペレーション ホリデイ ～スリラー「魔の休日」より - 角谷仁宣 - コンピュータ・オペレーション CHRISTMAS TIME FOREVER - 小倉博和 - ギター - 少年少女合唱団みずうみ - コーラス - 角谷仁宣 - コンピュータ & シンセサイザー・オペレーション |

## ライブ映像作品
| 曲名                                                 | 作品名                                                                                            | 備考                                                                                    |
| ---------------------------------------------------- | ------------------------------------------------------------------------------------------------- | --------------------------------------------------------------------------------------- |
| BOON BOON BOON 〜 OUR LOVE [MEDLEY]                  | 歌う日本シリーズ 1992〜1993 LIVE at YOKOHAMA ARENA 29th Dec.1992                                  |                                                                                         |
| GUITAR MAN'S RAG (君に奏でるギター)                  | 歌う日本シリーズ 1992〜1993 LIVE at YOKOHAMA ARENA 29th Dec.1992                                  |                                                                                         |
| せつない胸に風が吹いてた                             | 歌う日本シリーズ 1992〜1993 LIVE at YOKOHAMA ARENA 29th Dec.1992                                  |                                                                                         |
| せつない胸に風が吹いてた                             | 1998 スーパーライブ in 渚園                                                                       |                                                                                         |
| せつない胸に風が吹いてた                             | 真夏の大感謝祭 LIVE                                                                               |                                                                                         |
| せつない胸に風が吹いてた                             | LIVE TOUR 2019 “キミは見てくれが悪いんだから、アホ丸出しでマイクを握ってろ!!” だと!? ふざけるな!! | 完全生産限定盤のボーナスディスクに収録。『ROCK IN JAPAN FESTIVAL 2018』での歌唱シーン。 |
| シュラバ★ラ★バンバ                                   | →「 シュラバ★ラ★バンバ § ライブ映像作品 」を参照                                                  |                                                                                         |
| 慕情                                                 | 歌う日本シリーズ 1992〜1993 LIVE at YOKOHAMA ARENA 29th Dec.1992                                  |                                                                                         |
| 慕情                                                 | SUPER SUMMER LIVE 2013 「灼熱のマンピー!! G★スポット解禁!!」 胸熱完全版                           |                                                                                         |
| 慕情                                                 | LIVE TOUR 2019 “キミは見てくれが悪いんだから、アホ丸出しでマイクを握ってろ!!” だと!? ふざけるな!! |                                                                                         |
| ニッポンのヒール                                     | 歌う日本シリーズ 1992〜1993 LIVE at YOKOHAMA ARENA 29th Dec.1992                                  |                                                                                         |
| ニッポンのヒール                                     | ホタル・カリフォルニア                                                                            |                                                                                         |
| ニッポンのヒール                                     | 平和の琉歌 〜Stadium Tour 1996 "ザ・ガールズ万座ビーチ" in 沖縄〜                                 | DVD版のエクストラメニュー「Stadium Tour 1996 "ザ・ガールズ万座ビーチ"」に一部のみ収録。 |
| ポカンポカンと雨が降る (レイニー ナイト イン ブルー) | 歌う日本シリーズ 1992〜1993 LIVE at YOKOHAMA ARENA 29th Dec.1992                                  |                                                                                         |
| HAIR                                                 | 歌う日本シリーズ 1992〜1993 LIVE at YOKOHAMA ARENA 29th Dec.1992                                  |                                                                                         |
| HAIR                                                 | LIVE TOUR 2019 “キミは見てくれが悪いんだから、アホ丸出しでマイクを握ってろ!!” だと!? ふざけるな!! |                                                                                         |
| 君だけに夢をもう一度                                 | →「 シュラバ★ラ★バンバ § ライブ映像作品 」を参照                                                  |                                                                                         |
| DING DONG (僕だけのアイドル)                         | 歌う日本シリーズ 1992〜1993 LIVE at YOKOHAMA ARENA 29th Dec.1992                                  |                                                                                         |
| 涙のキッス                                           | →「 涙のキッス § ライブ映像作品 」を参照                                                          |                                                                                         |
| ブリブリボーダーライン                               | 歌う日本シリーズ 1992〜1993 LIVE at YOKOHAMA ARENA 29th Dec.1992                                  |                                                                                         |
| ブリブリボーダーライン                               | 1998 スーパーライブ in 渚園                                                                       |                                                                                         |
| ブリブリボーダーライン                               | おいしい葡萄の旅ライブ –at DOME & 日本武道館-                                                     |                                                                                         |
| 亀が泳ぐ街                                           | 歌う日本シリーズ 1992〜1993 LIVE at YOKOHAMA ARENA 29th Dec.1992                                  |                                                                                         |
| ホリデイ ～スリラー「魔の休日」より                  | 未収録                                                                                            |                                                                                         |
| IF I EVER HEAR YOU KNOCKING ON MY DOOR               | 未収録                                                                                            |                                                                                         |
| CHRISTMAS TIME FOREVER                               | 歌う日本シリーズ 1992〜1993 LIVE at YOKOHAMA ARENA 29th Dec.1992                                  |                                                                                         |

## カバー
※既発曲に関しては各ページを参照。
- 慕情

2010年：Bank Band - アルバム『沿志奏逢3』収録。
- BOON BOON BOON 〜 OUR LOVE [MEDLEY]

1993年：レオン・ライ - アルバム『夏日燒着了Remix』と『夏日傾情』に広東語詞で「夏日燒着了」という曲名で収録。
- DING DONG (僕だけのアイドル)

1993年：サミー・チェン - アルバム『大報復』に広東語詞で「叮噹」という曲名で収録。
- CHRISTMAS TIME FOREVER

1993年：アーロン・クオック - アルバム『Merry Christmas』に広東語詞で「Merry Christmas」という曲名で収録。
- IF I EVER HEAR YOU KNOCKING ON MY DOOR

1994年：レオ・クー（古巨基） - アルバム『愛的解釋』に広東語詞で「愛的解釋」という曲名で収録。